# Punta Regina
La Punta Regina (2.386,8 m s.l.m.) è una montagna delle Alpi Pennine collocata nei Contrafforti valdostani del Monte Rosa. Si trova in Valle d'Aosta al confine tra i comuni di Gressoney-Saint-Jean e Brusson.

## Toponimo

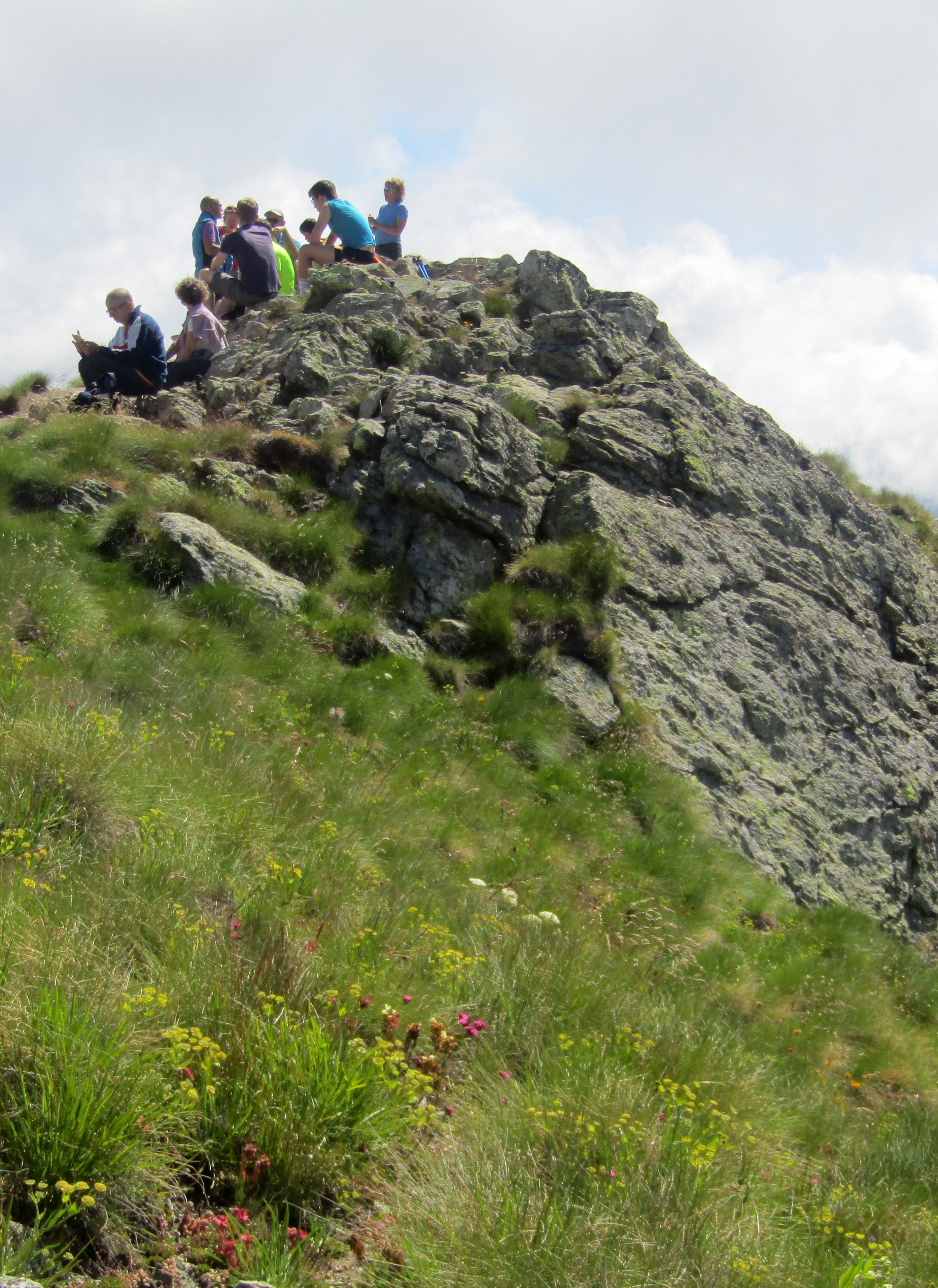
Escursionisti sulla cima

Il toponimo si riferisce alla regina Margherita di Savoia, che compì l'ascesa alla vetta nel 1898.

## Caratteristiche
La Punta Regina si trova tra il Colle Ranzola (a nord) e Colle Garda (2.281 m, a sud-est). Fa parte della cresta spartiacque Évançon/Lys. Dalla cima, segnalata da un ometto di pietrame, si gode di un panorama molto ampio che spazia dal lontano Monte Bianco al più vicino gruppo del Monte Rosa.

## Accesso
Alla vetta si può salire in una quarantina di minuti di cammino su ripido sentiero dal Colle Ranzola; il valico è a sua volta raggiungibile da Estoul oppure da Bieltschòcke. Si tratta di itinerari di una difficoltà escursionistica E. La salita invernale con le ciaspole è considerata piuttosto impegnativa.